# Осия (должность)

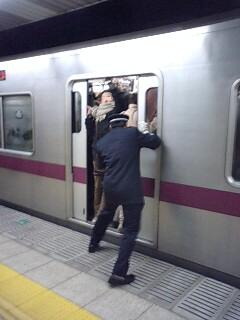
Час пик на линии Сэтагая станции Сангэндзяя, февраль 2008 года

Осия́ (яп. 押し屋) — должность в японской системе массовых перевозок. В профессиональные обязанности осии входит помощь пассажирам при посадке в переполненные вагоны железных дорог и метрополитена. Осия заталкивает пассажиров внутрь вагона и следит, чтобы их багаж не зажало дверьми.
Название должности происходит от глагола «толкать» (яп. 押す осу).
Впервые должность осии была введена на станции Синдзюку — самом загруженном транспортном узле в мире, пропускающем через себя более 3 млн пассажиров в день. Первоначально осиями работали студенты на полставки. Впоследствии должность осии была введена на многих станциях токийских железных дорог и метро на постоянной основе.

## Интересный факт
Подобная по функциональным и служебным обязанностям профессия описана в фантастическом рассказе Бориса Примочкина «Трамбовщик».